# Каракал (град)
 Тази статия е за града в Румъния.  За животното вижте Каракал.  
Каракал (на румънски: Caracal) е град в окръг Олт, Румъния, в историческата област Олтения. Той е вторият по важност град в окръг Олт.
Според преброяването от 2021 г. в града живеят 27 403 души.

## Природни условия
Град Каракал се намира в южната част на историческата област Олтения, западната част на Влашко, на 50 км югоизточно от Крайова.
Каракал се намира по течението на река Олт, най-голямата в Румъния, в средната част на Долнодунавската равнина. Надморската височина на града е 100 м.

## Население
Румънците представляват мнозинството от жителите на Каракал. Най-голямото малцинство в града е ромското.

## Побратимени градове
- Монтана, България
- Бялоград, Полша
- Червен бряг, България
- Йелгава, Латвия